# Vincent Valentine Egwuchukwu Ezeonyia
Vincent Valentine Egwuchukwu Ezeonyia CSSp (* 5. April 1941 in Uke; † 8. Februar 2015) war ein nigerianischer Geistlicher und Bischof von Aba.

## Leben
Vincent Valentine Egwuchukwu Ezeonyia trat der Ordensgemeinschaft der Spiritaner bei und empfing am 3. August 1968 die Priesterweihe. 
Papst Johannes Paul II. ernannte ihn am 2. April 1990 zum ersten Bischof der neuerrichteten Diözese Aba. Der Apostolische Pro-Nuntius in Nigeria, Paul Fouad Naïm Tabet, spendete ihm am 1. Juli desselben Jahres die Bischofsweihe; Mitkonsekratoren waren Anthony Gogo Nwedo CSSp, Altbischof von Umuahia und Albert Kanene Obiefuna, Bischof von Awka.